# Kaneto
Kaneto bzw. Kanetō ist ein männlicher japanischer Vorname und Familienname.

## Namensträger

### Vorname
- Shindō Kaneto (1912–2012), japanischer Filmregisseur und Drehbuchautor

### Familienname
- Rie Kanetō (* 1988), japanische Schwimmerin